# Astropsychologie

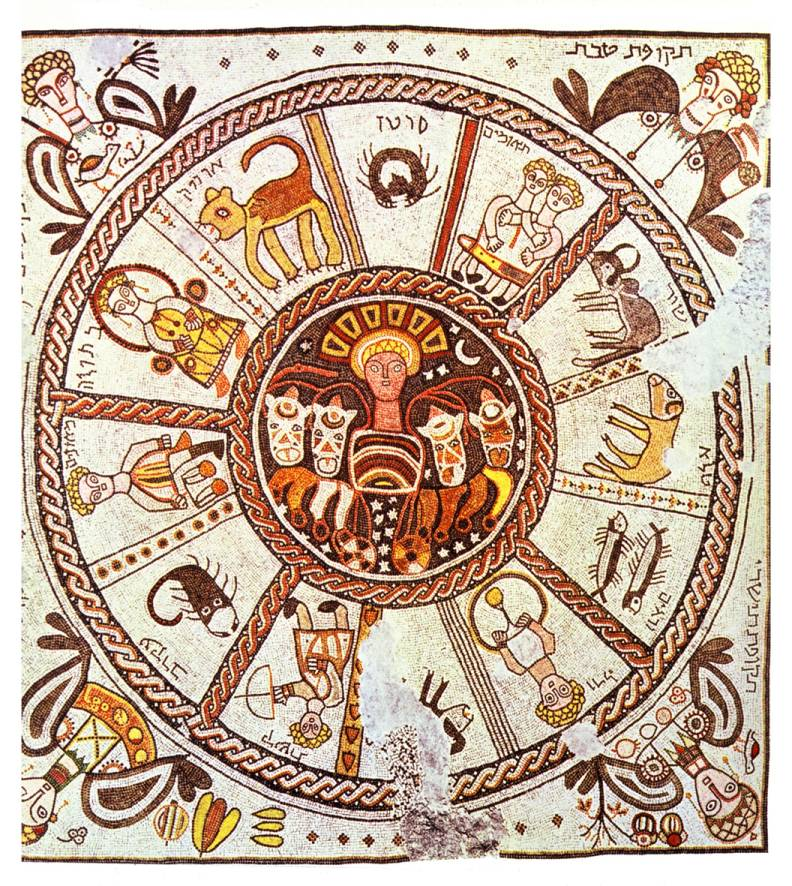
Obrázek astrologického zvěrokruhu využívaného také v astropsychologii na byzantské mozaice ze 6. století pocházející ze Synagogy v Bejt Alfa

Astropsychologie, též psychologická astrologie, je disciplína užité astrologie, která využívá z horoskopů získané poznatky v psychologii a psychoanalýze. Tento směr astrologie se na rozdíl od tradiční astrologie nezabývá věštěním a předpověďmi (co dobrého nebo špatného člověka potká v příštím období) a místo toho se pokouší pomocí kombinace tradičních astrologických symbolů a poznatků hlubinné psychologie proniknout do motivace a chování člověka a najít odpověď na otázku, proč žije tak, jak žije, a jak by mohl uskutečnit své vrozené osobnostní vlohy mnohem tvořivějším způsobem. Dále se pokouší pomocí kombinace astrologické symboliky a poznatků hlubinné psychologie pojednat o obsáhlé a složité problematice mezilidských vztahů. Podobně jako např. antická řecká filosofie nebo hermetické nauky vychází z předpokladu, že to, co se nám děje ve vnějším životě, odráží dispozice našeho vnitřního života, tj. že vnější život člověka je pouze manifestací (externalizací) toho, co se právě odehrává v nitru jeho duše (a to zpravidla nevědomě) a že tudíž i vztahy k ostatním lidem nám mohou sloužit jako nejlepší zrcadlo, v němž můžeme spatřit sebe sama a dozvědět se co nejvíce o tom, jaká je naše vlastní duše.

## Vesmírné živly jako základní psychické funkce a stavební prvky osobnosti člověka

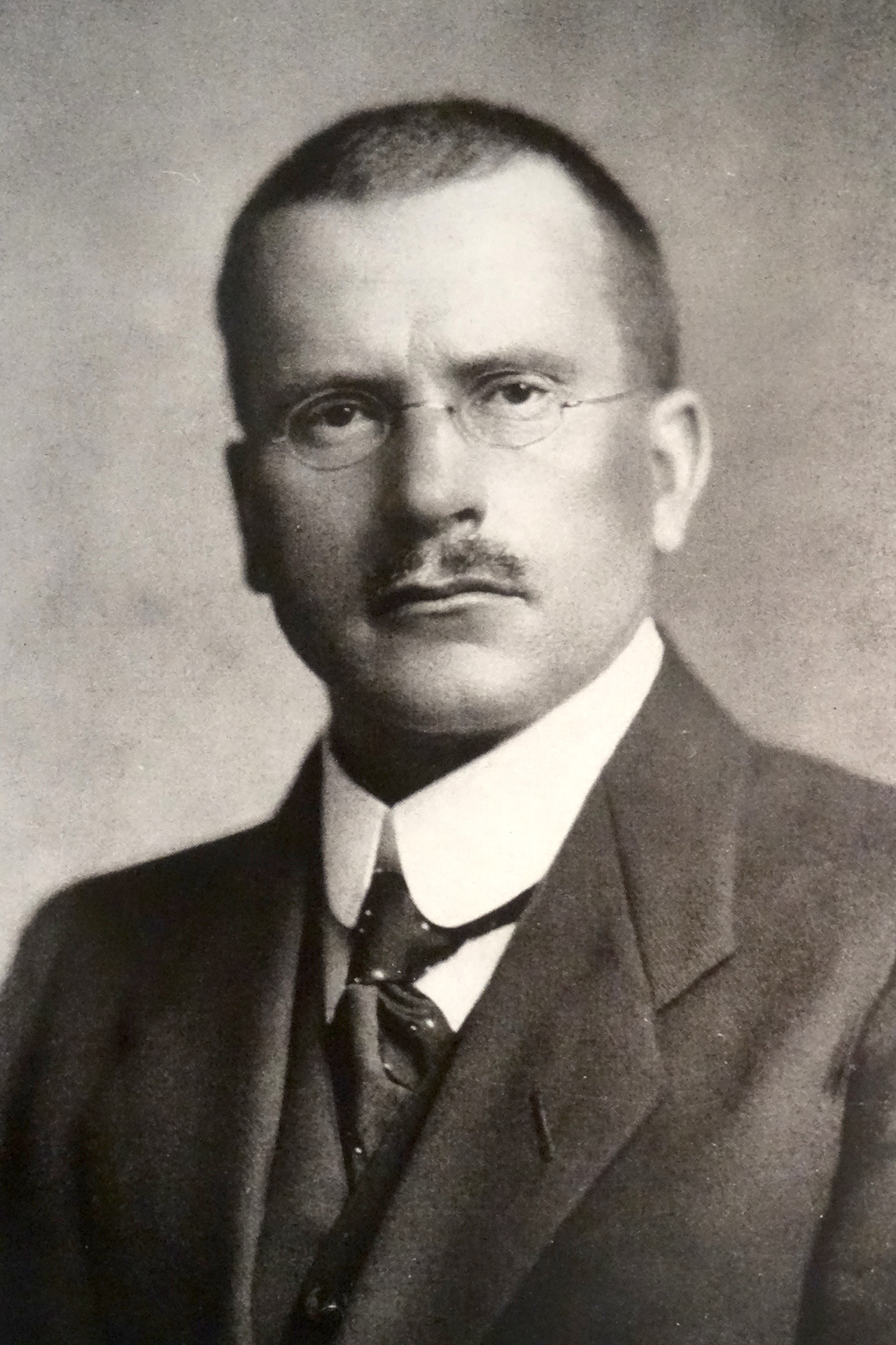
Carl Gustav Jung

Protože výklad individuálního horoskopu v astrologii zpravidla začíná vyhodnocením individuálního rozložení jednotlivých živlů v podobě ohně, vody, vzduchu a země, které současně odpovídají čtyřem základním psychickým funkcím tvořícím podle Carla Gustava Junga základní stavební prvky lidské duše a osobnosti v podobě intuice (odpovídá živlu ohně), cítění (odpovídá živlu vody), myšlení (odpovídá živlu vzduchu) a smyslového vnímání (odpovídá živlu země), je podle psychologické astrologie možné na astropsychologickém rozboru ukázat celkový vývoj jedince včetně objevení případných méněcenných psychických funkcí a jejich obvyklého přenosu (projekce) ve vztazích mezi lidmi, tj. na partnery, rodiče, děti, přátele atd..

## Astrologický zvířetník jako vyjádření spektra psychologické zkušenosti člověka

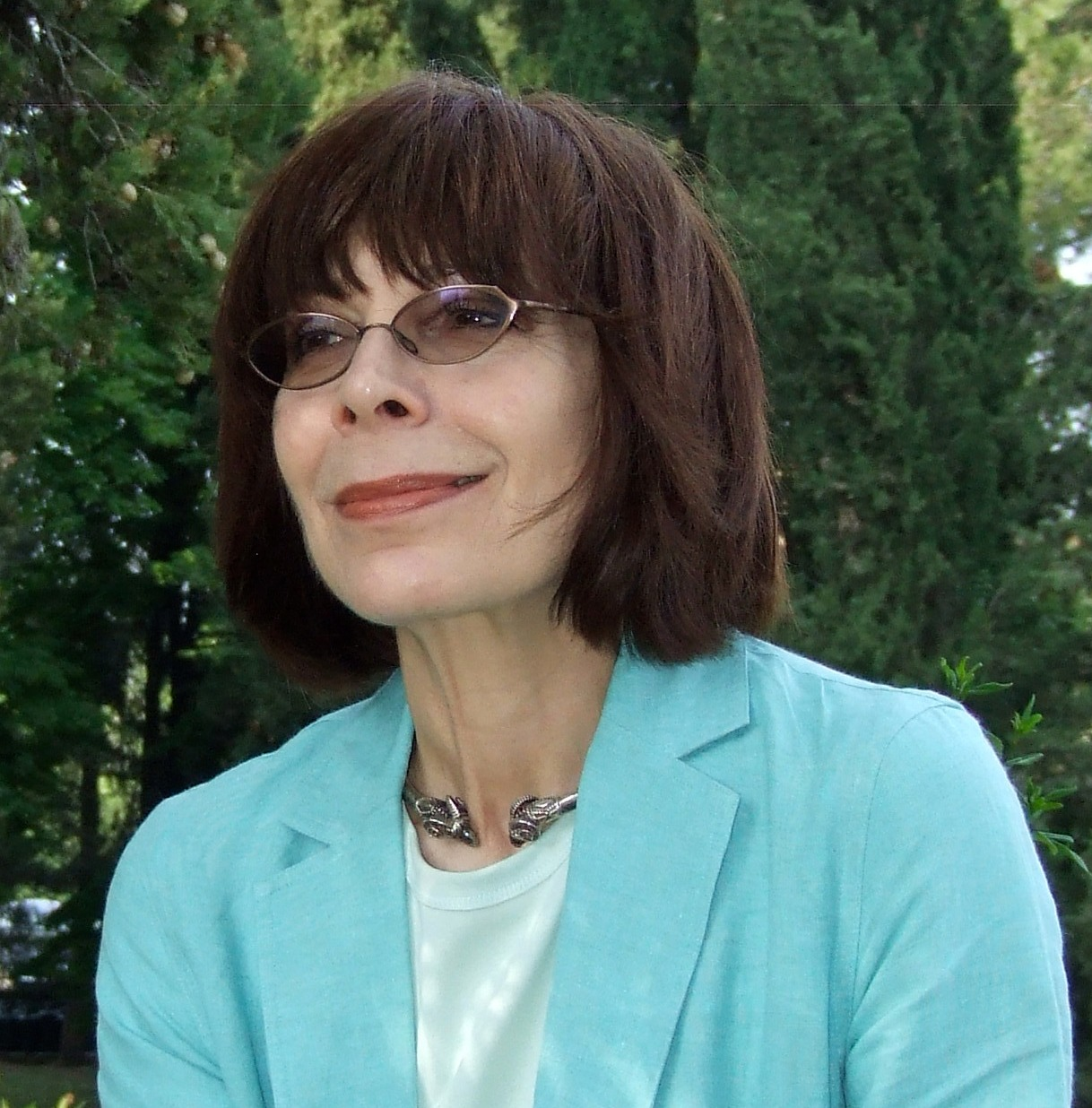
americko-britská psychoanalytička a astropsycholožka Liz Greene

Astrologický zvířetník podle psychologické astrologie svou strukturou dvanácti znamení (beran, býk, blíženci, rak, lev, panna, váhy, štír, střelec, kozoroh, vodnář a ryby) symbolizuje kompletní spektrum lidské zkušenosti. Člení se na šest mužských neboli kladných znamení, zachycujících různé stránky archetypu muže, a šest ženských neboli záporných znamení, zachycujících různé stránky archetypu ženy. Termíny "mužský" a "ženský" nevyjadřují, že jeden platí pro muže a druhý pro ženy, vyjadřují spíše základní kvalitu energie, která se projevuje v každém člověku bez ohledu na pohlaví. Kladná znamení podle astropsychologie souvisejí s extravertností, obráceností do světa, myslí, aktivitou, zájmem o ideje, objektivní svět a budoucnost. Záporná znamení souvisejí s introvertností, obráceností do nitra, temnotou, cítěním, smyslovostí, setrvalostí, zájmem o subjektivní svět a minulost. Každý člověk v sobě již od okamžiku narození nese zárodek celistvosti kombinace těchto energetických principů, které astropsychologie symbolicky vyjadřuje zvířetníkovým kruhem odpovídajícím postavení nebeských těles na obloze v okamžiku jedincova narození.

## Využití astropsychologie v psychoterapii
Tento psychologický přístup k astrologii (případně astrologický přístup k psychologii) může podle astropsychologie sloužit jako jeden z psychoterapeutických nástrojů jak rychle a do hloubky poznat člověka (případně pacienta). Pravidelně při své práci používal astrologie např. švýcarský psycholog a psychoteraput Carl Gustav Jung. Stejně tak jako u klasické psychologie je i cílem psychologické astrologie "vyléčení" oslabených, nerozvinutých, nemocných nebo jinak narušených částí duše a prostřednictvím toho dosáhnout její celistvosti a trvalého duševního zdraví.
Podobně jako astrologie lze v psychologii a psychoterapii využít poznatků dalších podobných odvětví jako např. výkladu tarotu, run apod., kde jednotlivé karty a symboly neslouží k věštění a magii, ale léčení prostřednictvím vyjádřování a uvědomování si toho, co symbolicky vyjadřují, ve vlastní duši.

## Kritika
Psychologická astrologie byla kritizovaná z důvodu tzv. konfirmačního zkreslení, astrologie jako taková je obecně považovaná vědeckou komunitou za pseudovědu. Z hlediska psychologie a kognitivních věd označuje konfirmační zkreslení tendenci preferovat interpretaci nové informace takovým způsobem, který potvrzuje vlastní očekávání; a naopak vyhýbat se takovým interpretacím, která našim předběžných přesvědčením odporují. Astrologie byla explicitně vyřazena z průzkumu mezi americkými experty, kteří hodnotili míru nevěrohodnosti různých potenciálně zdiskreditovaných psychologických testů a léčebných postupů, protože nikdy nezískala ani částečnou podporu mezi odborníky na duševní zdraví. Astropsychologie se na tomto seznamu rovněž vůbec nevyskytuje.